# Анализ след разкопки
Анализът след разкопките е научен метод в археологията, който се прилага за изследване на археологическите предмети след приключване на разкопките. С развитието на науката през 1960-те години, използването на научните техники в археологията придобиват все по-голямо значение. Тази тенденция се отразява пряко в нарастващото приложение на научния метод за анализ след разкопките. Първата стъпка в анализа след разкопките е да се определи какво се опитваме да открием и какви техники могат да се използват за получаване на отговори. Избраните техники в крайна сметка зависят от вида артефактите, които са желани за изучаване. Това очертава процеси за анализ на различни класове артефакти и описва популярни техники, използвани за анализ на всеки клас артефакти. Имайки предвид, че археолозите често променят или добавят техники в процеса на анализ, тъй като наблюденията могат да променят оригиналните изследователски въпроси.
В повечето случаи основните стъпки от решаващо значение за анализа (като артефакти за почистване и етикетиране) се извършват в обща лабораторна обстановка, докато по-сложни техники се извършват от специалисти в собствените им лаборатории.

## Неорганични останки

### Проучване на грънчарски изделия
Грънчарските изделия се запазват почти всяка среда. Те предоставят доказателства за датиране и също се използва за изводи за обмен, икономика и социална динамика. Цветовата система на Мунсел се използва за категоризиране на цветовете на парченца, докато други аспекти като размера на зърната и твърдостта се изследват с помощта на други графики. Информация за процеса на производство също може да бъде предоставена от керамика. Петрологията изучава характеристиките на скалите, които често се използват като характер в различни форми на керамика. Чрез изучаване на нрава по-подробно, керамиката може да бъде доставена на конкретни производители или географски местоположения. Петрологията може също да информира за изследвания на производствените техники. Петрологичните техники могат да се прилагат върху керамика и тухли. Източниците на глинени „пръстови отпечатъци“ обаче са много по-трудни при някои видове артефакти с по-неясен произход от други. Експериментите за повторно изпичане и етнологията също могат да дадат улики за цвета и твърдостта на тъканите, които информират за разбирането на производствените техники.
Спори се дали броят или теглото на парченцата са по-полезни при количественото определяне на използването на керамика на определен обект. Някои археолози намират за полезно да използват метод за количествено определяне, популярен анализа на фауната. Вместо мерки за минимален брой индивиди, анализът на керамиката понякога използва минимален брой съдове. Този тип анализ използва броя на представителните части, за да екстраполира броя на завършените обекти в даден сбор. Въпреки че това понякога може да бъде проблематично, то дава добра мярка за относителния дял и разпределението на артефактите на даден обект.

### Анализ на каменните изделия
Каменните изделия са често обект на археологически анализи, тъй като показват изключителна запазеност и често са най|многобройните артефакти в ранните праисторически обекти. В някои ранни обекти каменните сечива са единственият признак на човешка дейност. Категорията на каменните инструменти не само съдържа готови инструменти, но също така и сърцевини (големи парчета скала, от които се отчупват парчета, за да се направят инструменти) и люспи (материал, който се губи при направата на инструмент). Една техника, използвана за анализ на каменни инструменти, е категоризацията. Категоризацията организира наблюденията в „ограничен набор от групи, за които може да се каже, че си приличат по определен начин“. Категоризирането може да бъде постигнато по два начина:
- използване на набор от променливи за разпределяне на артефакти в класове
- използване на статистически данни и данни за артефакти, за да се намерят естествени групи (или клъстери) в комплекса

Измерените фактори включват, но не се ограничават до, размер, форма, ниво на редукция, цвят, суровина и технологична или типологична категория. Археолозите трябва да вземат решения как да измерват тези фактори, за да постигнат възможно най-високото ниво на обективност.
Повърхностите на каменните изделия са често обект на повишено внимание. Изследването на повърхности дава улики как са направени изделията. Типичните техники за проектиране включват: фрактуриране, кълване или полиране. Понякога каменните инструменти непрекъснато се модифицират и е необходимо голямо внимание към повърхностите, за да се разпознае всеки етап от производствения процес.

### Анализ на металургичните изделия
Преди да започне анализът, металните артефакти изискват добре да се почистят. Тъй като тези методи за почистване са по-специализирани от тези, използвани за почистване на други видове артефакти и са необходими за извършване на анализ, те заслужава да бъдат споменати в този раздел.
Електролизата се използва за обработка на метали за предотвратяване на влошаване, преди да бъде анализирана от археолозите. Например металите от корабокрушените обекти могат да имат натрупване, което означава, че съдържат коагулати. Комбинираният минерален товар на океана реагира с корозиращи метали и околните утайки, образувайки плътен слой около метала. Инкрустационните минерали, обектите, които заобикаля, и техниките за опазване се записват с помощта на снимки и рентгенови лъчи.
След като металите бъдат почистени, металурзите използват микроскопи, за да изследват малки подробности за металите, за да разкрият информация относно състава и производствените техники. Например, артефактната форма, пукнатините и местата, където парчета метал са съединени, могат да бъдат определени. В допълнение, една информация за събиране, подготвяща се за грешки при леене, плесени и декоративни работи. Металографията изследва размера и формата на зърната на минералите в материалите за следи от нагряване, работа и легиране. Сканиращите електронни микроскопи също се използват за изследване на производствените техники, използвани за производство на бижута и оръжия. Това е така, защото те позволяват идентифициране на фини детайли, например когато изследват чукането на сгънати метални слоеве, за да създадат меч. Освен това идентифицирането на маркировките на инструментите, използвани за направата на артефакта, може да послужи за проучвания на производствените техники. Също така се използват и други техники за идентифициране на видове метали. Например, атомната абсорбционна спектроскопия се използва за идентифициране на сплави от злато, бронз и мед. Това обаче не е толкова ефективно, ако артефактът съдържа множество видове метали.

## Органични останки

### Човешки и човекоподобни останки
Останките на скелета могат да бъдат анализирани за пол, възраст при смърт и ръст. Съществуват обаче различни процеси за анализ на тези фактори, когато се работи с подрастващи и възрастни.
Що се отнася до идентифицирането на пола, полът на подрастващите може да бъде измерен чрез сравняване на етапа на калциране в зъбите със съзряването на посткраниалния скелет. Постчерепните скелети узряват по-бавно при момчетата, отколкото при момичетата, докато степента на калцификация в зъбите е приблизително еднаква и за двата пола. Ако зъбното и следкраниалното развитие е сходно, скелетът вероятно е мъжки, но ако не е, индивидът вероятно е женски. При възрастни полът се определя от размера и свързаната с функцията форма на скелета, особено при изследване на таза, седалищния прорез, ушната област, преарикуларната област, ацетабулума, пубиса, дългите кости и черепа.
Оценяването на възрастта при смърт за възрастни включва наблюдение на морфологични особености в скелетните останки, сравняване на информацията с промените, регистрирани за скорошни популации с известна възраст. При подрастващите развитието на зъбите, дължината на дългите кости и обединението на епифизите се използват за оценка на възрастта. При възрастни възрастта се измерва чрез макроскопични и микроскопични методи. Макроскопските методи не включват унищожаване на образеца, докато микроскопските методи изискват повече време и изискват оборудване, известно унищожаване и специализирани знания. Въпреки някои недостатъци, микроскопските методи дават по-точни резултати.
Чрез измерване на дължините на съответните кости, добавяне на коефициент за некостния принос и сравняването им с исторически числа, може да се оцени ръста на скелета.

### Анализ на фауната
Счита се, че останките от фауна са включени, както риби, птици, така и бозайници. Тези останки се използват за възстановяване на минали среди и за определяне на влиянието на животните върху материалните възможности на човека. Изследването на останки от древни животни се нарича археозоология. След като костите бъдат събрани, почистени и етикетирани, специалистите започват да идентифицират вида на костта и от какъв вид произлиза костта. Преброяват се броят на идентифицираните кости, както и теглото на всяка проба и минималният брой индивиди. Възрастта и полът на животно могат да се използват за определяне на информация за лова и земеделието. Полът на костите може да бъде идентифициран от анатомични особености като рога по отношение на елените. Биостратиграфията е принципът за използване на фосилни животни за датиране на слоеве. Останките от фауна също предоставят информация за човешкото поведение и търговията или човешката миграция.

### Анализ на мекотели / безгръбначни
Безгръбначните могат да предоставят доказателства за местната среда и човешката дейност. Бръмбарите могат да бъдат намерени в повечето среди и често са групирани в предпочитания за местообитания или храна. Чрез използването на бръмбари може да се намери информация като състоянието на земната повърхност, растителността и климата, както и складираните продукти и използването на растенията. Сухоземните охлюви, сладководни охлюви, миди и морски мекотели също могат да служат като индикатори за консумация на храна, строителство и производство на вар и багрилно вещество.
Черупките на сухоземните охлюви варират от микроскопични до големи. Те обикновено се класифицират в три широки групи по размер. Присъствието на сухоземни охлюви на дадена площадка може да показва консумация от човека, дейност на гризачи, условия на околната среда или събиране на хора поради техните особености.
Независимо от типа, всички черупки от мекотели трябва да се събират, като се използва стандартизирана стратегия за стратиграфско вземане на проби. Използването на този тип стратегия избягва проблема с игнорирането на събирането на по-малки черупки, проблем, който може да се получи от ръчно събиране. След като пробите са събрани, те трябва да бъдат изпратени в лаборатория, за да бъдат изсушени на въздух. След това се събира стандартно тегло за всяка проба. След това всяка стандартизирана проба се поставя в пластмасова купа (обозначена със стратиграфска информация) и се покрива с гореща вода. Черупките плуват до върха и се обезчестяват в набор от сита, които разделят черупките по размер. След отстраняване на черупките от почвата, почвата трябва да се покрие с разтвор от 70% гореща вода и 30% водороден прекис. След като сместа физира, тя се прекарва през набор от сита. След това и почвата, и черупките се поставят в сушилната пещ. След охлаждане черупките са напълно подготвени за анализ и могат да бъдат извлечени от ситата.
При анализа на черупките на мекотелите археолозите се фокусират върху много фактори, включително: таксономия, минерален състав на черупката и органични вещества, останали в черупката. Например, наличието на карбонатни минерали предполага, че рН на утайката на дадена площадка винаги е над 8. Тогава рН измерванията могат да се използват за интерпретиране на условията на околната среда на даден обект преди, по време и след неговото заемане.

### Ботанически анализ

#### Макроботанични останки
Ботаническите останки могат да дадат информация за минали климатични условия, икономически практики и промени в околната среда. Макроботаничните останки (известни също като растителни микрофосили) са екземпляри, които се виждат с просто око и се запазват при следните условия:
- Преовлажняване
- Карбонизация
- Минерализация
- Замразяване
- Отпечатък в тухла от кал или керамика

#### Фитолити
Фитолитите са друг ботанически материал, който може да се анализира. Минерали, произведени от растения, фитолитите дават уникална гледна точка на археоботаническите записи. Фитолитите и в частност силициевите фитолити са най-трайният биогенен растителен материал в археологическите обекти. Високата степен на запазване на фитолита се дължи отчасти на тяхната структура. Всеки фитолит е почти напълно съставен от силициев диоксид с по-малко от 0,03% органичен материал. Процесът за анализ на фитолити включва няколко, добре стандартизирани етапа:
1. Органичните вещества трябва да бъдат отстранени. Това обикновено се постига чрез нагряване на водороден прекис до 70 градуса по Целзий. Известно е, че водородният пероксид ефективно премахва органичните вещества, без да уврежда фитолитите по-долу.
2. Фитолитите трябва да се концентрират, като се използва центрофугиране с плътност. Натриевият политунгстат е често срещано вещество, използвано за подпомагане на този процес. След като центрофугата спре, плътните частици са в дъното на епруветката, натриевият политунгстат е в средата, а фитолитите седят отгоре на течността, тъй като са по-леки от самата течност. Въпреки че този процес изглежда ясен, той трябва да бъде модифициран, за да отговори на нуждите на всяка отделна извадка.
3. Измиването и изсушаването на пробата дава „почти чиста“ колекция от фитолити. Около 1 милиграм от тази проба се разпределя в аликвотна част, която след това се поставя върху предметното стъкло на микроскопа. Пробата винаги трябва да бъде правилно претеглена и незабавно изследвана, за да се избегне кристализация на фитолитите, което би повлияло на способността на човек да ги брои.
4. Фитолитите се броят. Не е необходимо да броите целия диапозитив. По-скоро е за предпочитане да се преброи определена част от диапозитива, за да се определи по-лесно броят на фитолитите на целия диапозитив. Палеоетноботаникът трябва да използва дискретност при преброяване, за да отчете правилно наличието на едноклетъчни и многоклетъчни фитолити. Целите на анализа до голяма степен ще определят начина на отчитане на фитолитите.
5. Отчитат се грешки в концентрацията и идентификацията на фитолита.

#### Дървесина
Дървесината може да служи като веществено доказателство за структурата. Дървените артефакти могат да посочат и други начини, по които дървото е било използвано в миналото. След като дървото се извлече от основния му контекст, е важно да се съхранява в условия, подобни на този контекст. Ако се съхранява при различни условия, може да възникне изкривяване на дървесината, което може да промени резултатите от анализа. Много пъти мокрото дърво може да бъде по-полезно от сухото, тъй като сухото дърво може да се изкриви.

#### Цветен прашец
С прости думи палинологията е наука, която изследва цветния прашец. Цветния прашец има специфични форми, така че видът е лесно разпознаваем и може да осигури запис на промените в околната среда и датирането на цветния прашец. Диатомите са микроскопични едноклетъчни растения, които могат да бъдат открити във или близо до вода. Чрез изучаване на диатомовите водороди могат да се определят промени като обезлесяване и замърсяване. Фитолитите са силициев диоксид от клетките на растенията, които могат да оцелеят в алкални почви.
Анализът на всички предишни видове ботанически останки обикновено се извършва от специалисти, които изучават археоботаника. Археоботаниците изследват различни видове археологически доказателства, за да изследват връзките между хората и растенията. Тези специалисти не само изучават как и защо хората са използвали растения, но и начините, по които употребите се променят във времето и пространството.

### Анализ на утайките
Утайките могат да дадат улики за възстановяване на минали природни и културни процеси по подобен начин като артефактите. Професионалистите, които изучават геоархеология, са обучени да използват промени в почвите и геоморфологията, за да интерпретират човешкото поведение. Анализирайки утайките, археолозите могат да събират информация относно хронологията на обекта, да допълват описанията на полетата и да тестват хипотези, свързани с формирането и функционирането на обекта. Лабораториите за утайки са склонни да се фокусират върху изучаването на минералогията, микроморфологията, гранулометрията, рН, нивата на органично вещество, калциев карбонат и фосфор. Както при всеки материал, специфичните използвани методи ще зависят от въпросите, които човек задава за материала. Например, за изследване на минералогията могат да се използват както петрография, така и рентгенова дифракция, но изборът на метод ще зависи от конкретните минерали, които човек има за цел да открие.